# Edmund Mortimer, 1. Baron Mortimer (1251–1304)
Edmund Mortimer, 1. Baron Mortimer (* 1251; † 17. Juli 1304 in Wigmore Castle) war ein englischer Adliger.

## Herkunft und Ausbildung zum Geistlichen
Edmund Mortimer entstammte der Familie Mortimer, einer angesehenen Familie des anglonormannischen Adels, deren umfangreiche Besitzungen vor allem in den Welsh Marches lagen. Er war der zweite Sohn von Roger Mortimer und von dessen Frau Maud de Braose. Als jüngerer Sohn sollte er zunächst Geistlicher werden. Bereits 1265 wurde er nach dem Sieg des Königs im Zweiten Krieg der Barone als Nachfolger von Amaury de Montfort von König Heinrich III. zum Schatzmeister von York Minster ernannt. Anschließend studierte er Theologie an der Universität Oxford, dabei durfte er in Oxford im Haus von Walter Giffard, dem Erzbischof von York wohnen.

## Erbe und Rolle beim Tod von Llywelyn ap Gruffydd
Nach dem Tod seines älteren Bruders Ralph 1274 wurde er Erbe seines Vaters, dennoch blieb er zunächst weiter in Oxford. Erst als sein Vater 1282 starb, kehrte er in die Welsh Marches zurück. Edmund Mortimer wurde am 24. November 1282 sein Erbe übergeben, zu dem neben Wigmore Castle die walisischen Herrschaften Maelienydd und Gwrtheyrnion gehörten. König Eduard I. hatte Sorge, dass sich nach dem Tod von Roger Mortimer der walisische Aufstand auch in dessen walisischen Gebieten ausbreiten könne. Deshalb ließ der König die Gebiete der Mortimers zunächst besetzen. Die Ungewissheit über die Loyalität seiner Untertanen soll Edmund Mortimer bewogen haben, den walisischen Fürsten Llywelyn ap Gruffydd in einen Hinterhalt in den Welsh Marches zu locken. Durch den Sieg über den Fürsten wollte Mortimer die Gunst des Königs gewinnen. Tatsächlich wurde Llywelyn in der Schlacht von Orewin Bridge am 11. Dezember 1282 bei Builth in Mittelwales getötet, dessen genaue Umstände unklar sind.

## Weitere Tätigkeit als Militär und Politiker
Nach der Eroberung von Wales wurde Mortimer in Winchester von Eduard I. zum Ritter geschlagen. Er wurde regelmäßig zu den Parlamenten geladen, weshalb er als Baron Mortimer gilt. Dazu diente er als Militär während des Französisch-Englischen Kriegs ab 1294 in der Gascogne und nach 1296 im Krieg mit Schottland. 1290 kam es aber zu einem Konflikt mit der Krone. Bogo de Knoville, der königliche Vogt von Montgomery, beschuldigte Mortimer, einen Verbrecher eigenmächtig verurteilt und hingerichtet zu haben, obwohl Knoville die Überstellung des Verbrechers gefordert hatte. Während des Parlaments im Herbst 1290 musste sich Mortimer der Gnade des Königs unterwerfen. Der König entzog ihm Wigmore, doch diese harte Strafe wurde kurze Zeit später erheblich gemildert. Mortimer sollte nun eine Strafe von 100 Mark zahlen sowie stellvertretend eine Tafel an Knoville geben, die dieser anstelle des bereits hingerichteten Verbrechers symbolisch hängen sollte. Als Mortimer diese Auflage nicht befolgte, befahl der König erneut die Beschlagnahmung von Wigmore. Mortimer erhielt seine Besitzungen aber schließlich zurück, und auch sein Recht, als Marcher Lord als Richter Urteile zu fällen, blieb gewahrt. Als Eduard I. 1297 seine Magnaten im Krieg mit Flandern zu einem Feldzug nach Flandern aufforderte, kam es zu einer Revolte, deren Führer der Earl of Norfolk und der Earl of Hereford waren. In Montgomery kam es zu einem Treffen der Magnaten, an dem auch Mortimer teilnahm. Angesichts des Widerstands musste der König den Magnaten Zugeständnisse machen. Zum mächtigen Earl of Gloucester behielt Mortimer ein gutes Verhältnis. Er unterstützte dessen Bruder Bogo de Clare, der sein Nachfolger als Schatzmeister in York wurde, bei dessen Ansammlung von Pfründen. 1304 wurde er bei einem Überfall bei Builth schwer verwundet. Er wurde nach Wigmore Castle gebracht, wo er wenig später starb; beigesetzt wurde er in Wigmore Priory.

## Familie und Nachkommen
Im September 1285 hatte Mortimer Margaret de Fiennes († 1334), eine Tochter des nordfranzösischen Adligen Guillaume de Fiennes († 1302) und von Blanche de Brienne geheiratet. Ihr Vater war ein Cousin zweiten Grades von Königin Eleonore von Kastilien. Mit ihr hatte er sechs Kinder, darunter:
- Isolda (auch Isolt) Mortimer

1. ⚭ Sir Walter de Balun
2. ⚭ Hugh Audley, 1. Baron Audley of Stratton Audley

- Roger Mortimer, 1. Earl of March (1287–1330)
- John Mortimer († 1318)
- Matilda (auch Maud) Mortimer († 1312) ⚭ Theobald de Verdon, 2. Baron Verdon

Sein Erbe wurde sein ältester Sohn Roger Mortimer.